# Дибич, Иван Иванович (1738)
Барон Ганс Эренфрид фон Дибич (нем. Hans Ehrenfried von Diebitsch und Narden; 1738—1822) — генерал-майор русской службы, директор Первого кадетского корпуса. Автор военных трудов на немецком языке (посвящённых по большей части войнам Фридриха II). В русских документах фигурирует под именем Иван Иванович Дибич.

## Биография
Происходил из силезской знати. Воспитывался в Берлинском кадетском корпусе, служил в прусской военной службе и с отличием участвовал в Семилетней войне, во время которой был ранен. В период войны за баварское наследство (1778), Дибич состоял при Фридрихе Великом, а затем исполнял обязанности генерал-квартирмейстера при брате короля, принце Генрихе.
В 1791 году Дибич покинул прусскую службу в чине подполковника и поступил на русскую и был зачислен в свиту императора Павла I. Награждённый в июле 1798 года чином полковника, Дибич скоро заслужил неудовольствие императора и в 1799 году был переведен в армейский полк, а затем уволен от службы.
Император Александр I, ещё будучи наследником, исходатайствовал возвращение Дибича вновь на службу (февраль 1800 г.), при этом он был произведен в генерал-майоры и назначен состоять при Первом кадетском корпусе, для воспитания принца Евгения Вюртембергского.
С 1804 по 1808 годы Дибич занимал должность начальника Сестрорецкого оружейного завода. В 1811 году назначен директором Первого кадетского корпуса в Санкт-Петербурге. Умер в 1822 году.

## Семья
Первая жена — Генриетта Шарлотта фон Вартенберг (урождённая фон Надь). Дети:
- Карл Фридрих Александр Освальд (1770—1794),
- Вильгельм Фридрих (1770—1838) — подполковник русской армии, участник Отечественной войны 1812 года.
- Генриетта Амалия Фредерика Элеонора (1771—1835), жена Фридриха Августа фон Китлица.

Вторая жена — Екатерина Вельтцин (Weltzien; ум. 2.01.1828), родом из Риги. Дети:
- Каролина Вильгельмина Фредерика (1778—1856), жена Карла Притвица, после развода с которым вышла за Эрнста Германа.
- Анна (1779—1847), жена генерал-майора Б. К. Тизенгаузена.
- Иван Дибич-Забалканский (1785—1831), генерал-фельдмаршал.

## Награды
- «За прилежание и рачение в службе», а также за храбрость, оказанную в семилетней войне, Дибич был награждён орденом Pour le Mérite.
- В 1799 году император Павел I, в знак своего удовольствия, пожаловал его орденом св. Иоанна Иерусалимского.
- В этом же году получил от государя мызу Абельгоф Курляндской губернии в вечное и потомственное владение.